# Musée suisse en plein air de Ballenberg
Le Musée suisse en plein air Ballenberg, situé entre Brienz et Meiringen dans l’Oberland bernois, vise à présenter l'habitat rural traditionnel des différents cantons suisses.

## Historique
En 1978, le « Musée suisse de l’habitat rural » ouvre ses portes. À l’inauguration, le nombre des objets exposés était de 16 ; deux ans plus tard, ce chiffre passa à 25, puis à 61 en 1985[réf. souhaitée]. En 1982, une ferme genevoise typique était menacée de démolition. Il a été décidé de la transférer à Ballenberg, afin qu'elle soit sauvée et que le canton soit représenté. Les travaux de démontage, numérotation des pièces et remontages ont été effectués de 1984 à 1985.
Aujourd’hui, il en compte plus de 100. Ce sont les publications de la série des Maisons rurales de Suisse qui ont servi de base au concept scientifique du Musée de l’habitat rural Ballenberg. Elles lui ont permis d’effectuer une sélection ciblée, largement étayée, des formes caractéristiques les plus importantes de l’habitat rural (maison d’habitation, ferme, dépendances) suisse[réf. nécessaire].

## Statut juridique et financement
Le Musée suisse en plein air Ballenberg est une fondation privée qui a pour objectif de collectionner, promouvoir, préserver et pérenniser l’architecture rurale traditionnelle de toutes les régions de Suisse, sous la forme de constructions utilitaires, bâtiments et maisons, avec leurs aménagements et leur mobilier typiques. Le Ballenberg est un centre culturel vivant, qui propose des manifestations, des cours, des expositions et des publications.

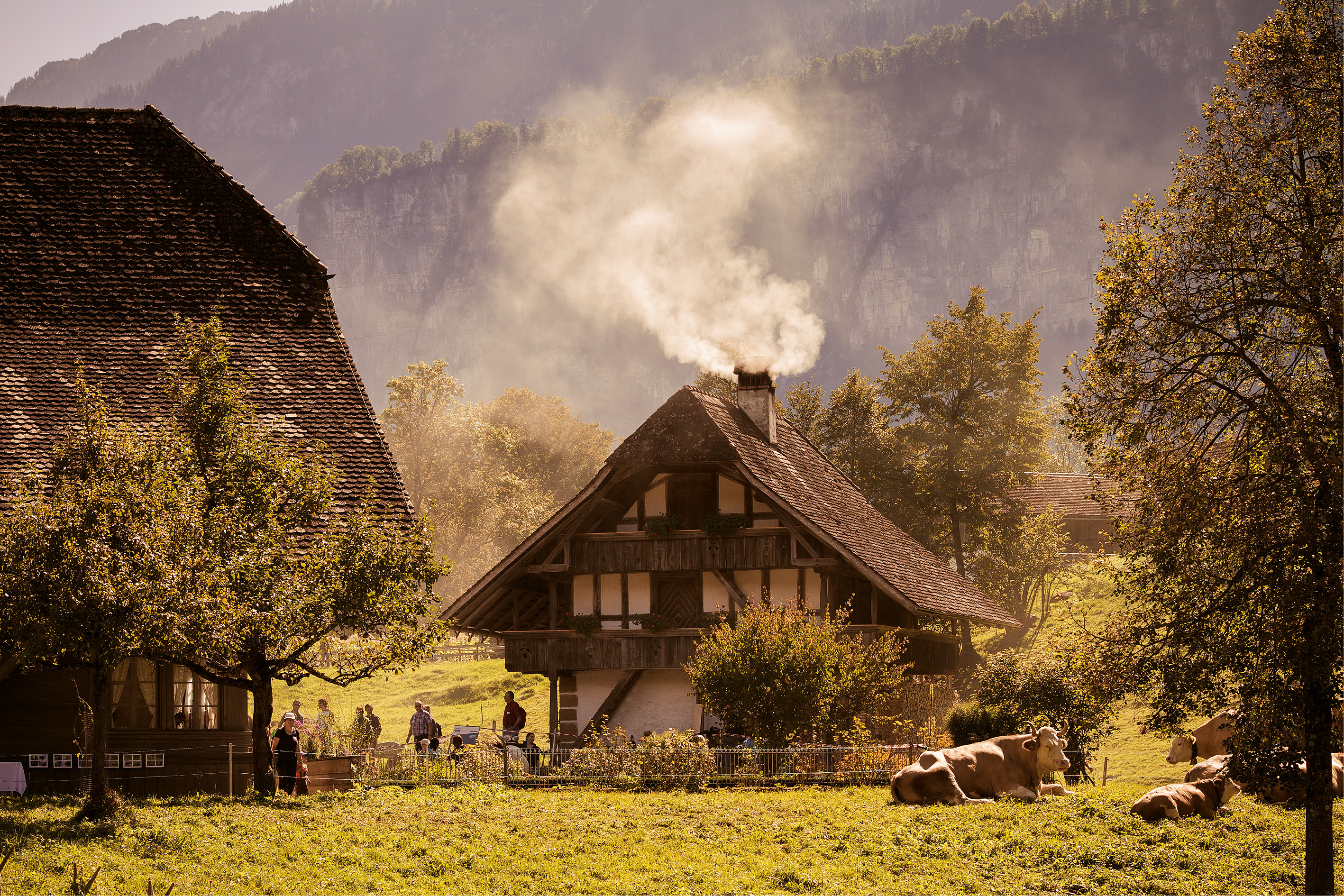
Freilichtmuseum Ballenberg, 331 Bauernhaus, Ostermundigen BE, 1760.
Logo of the Swiss Open-Air Museum Ballenberg after the Relaunch of 2015
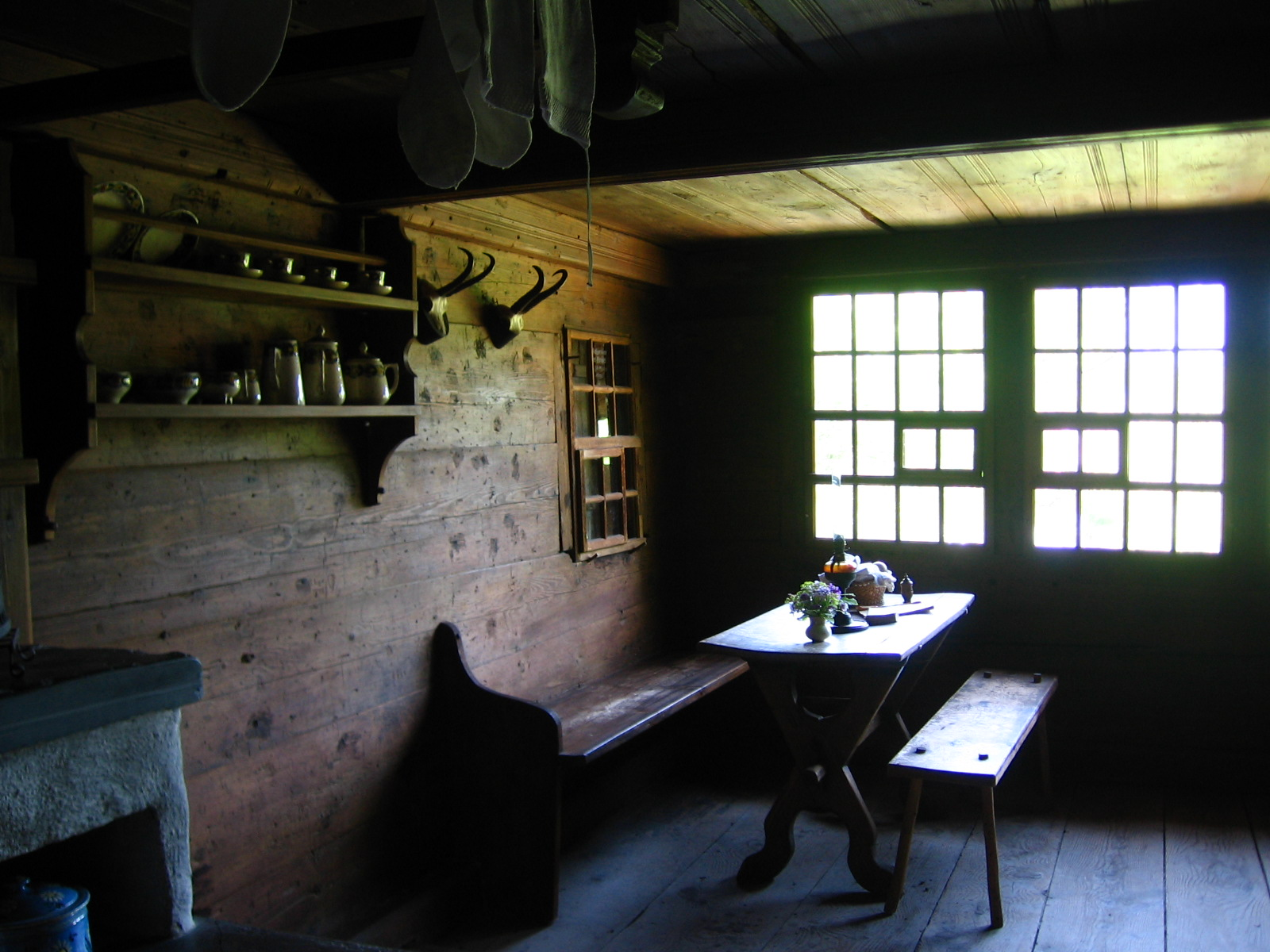
Musée suisse en plein air Ballenberg.

## Philatélie
En 2018, à l'occasion des quarante ans de Ballenberg, la Poste suisse émet une série de quatre timbres réalisés par l'illustrateur vaudois Pierre-Abraham Rochat,. Les timbres représentent respectivement une maison paysanne genevoise, des maisons d'habitations tessinoises, une buanderie zurichoise et une étable à foin grisonne.